# 小行星11307
小行星11307（11307 Erikolsson）是一颗绕太阳运转的小行星，为主小行星带小行星。该小行星于1993年3月发现。

## 轨道参数
小行星11307的轨道半长轴为368 514 991 km（2.4633355 UA），离心率为0.104。